# 콜린 (화합물)
콜린(choline)은 동맥경화, 지방간 예방에 효과적인 수용성 비타민 가운데 하나이다. 체내에서 세포막을 구성하는 레시틴과 혈압을 내리는 아세틸콜린의 재료이다.

## 예방
간에 침착한 지방을 다른 물질로 바꾸어 혈액으로 내보내어 지방간을 예방한다. 또한 혈관을 확장시켜 혈압을 내리고 콜레스테롤이 혈관에 들러붙는 것을 방지하여 고혈압, 고지혈증, 동맥경화 등을 예방한다.

## 섭취
하루 500mg 정도가 필요하다. 체내에서도 합성되지만, 평소 식사에서 적당히 섭취하는 것이 주요하다. 과잉의 콜린(Choline) 섭취 및 상대적으로 불충분한 운동량에서 이러한 불균형적인 영양상태는 좋지 않다는 맥락(context)의 연구보고가 지속적으로 이루어지고 있다. 이러한 기작은 장내 박테리아가  콜린(Choline)을 TMA(Trimethylamine)으로 전환시킬 수 있으며 이는 또다시 간에서 TMAO(Trimethylamine-N-oxide)로 전화한다고 알려져있다.  대식세포는 TMAO의 농도에서 콜레스테롤(Cholesterol)의 흡수를 자극받는 과정에서 죽상동맥경화증을 야기하는 기전과 관련있다고 보고되고있다.

## 콜린이 풍부한 식품
돼지간, 달걀, 콩, 피땅콩, 완두콩, 고구마 등에 많이 들어있다.